# Пітер Скаллі
Пітер Джерард Скаллі (англ. Peter Gerard Scully; нар. 13 січня 1963) — австралійський убивця та ґвалтівник дітей, який отримав довічне ув'язнення на Філіппінах за торгівлю людьми та сексуального насильства зі зґвалтуванням дітей. У червні 2018 року засуджений до довічного ув'язнення. У листопаді 2022 року отримав другий вирок — додаткові 129 років позбавлення волі.

## Злочинна діяльність
Жив у передмісті Нарре Воррен у Мельбурні зі своєю дружиною та двома дітьми. 2011 року втік до Маніли, Філіппіни, щоб уникнути висування звинувачень у шахрайстві на суму понад $2,68 мільйона австралійських доларів. За його власними словами, він зазнав сексуального насильства з боку католицького священника у Вікторії. До того як покинути Мельбурн, він керував неліцензованою онлайн-службою ескорту, яка пропонувала його філіппінську партнерку як секс-працівницю. Розслідування 2009 року, проведене Австралійською комісією з цінних паперів та інвестицій, виявило причетність Скаллі до 117 злочинів, пов'язаних з шахрайством та обманом у сфері нерухомості.

### Сексуальне насильство над дітьми
На острові Мінданао створив й очолив прибуткову міжнародну групу педофілів, яка пропонувала в темній мережі за принципом pay-per-view відео з сексуальним насильством та катуванням дітей. Зокрема, жертвою стала 5-річна дівчинка, яку підвісили догори ногами і Скаллі та дві співучасниці катували та ґвалтували її.
Скаллі залучав жертв, обіцяючи бідним батькам роботу чи освіту, або їх постачали дві філіппінки, Карме Енн Альварес і Лієзіл Маргалло Кастанья або інші спільниці, як-от Марія Доротея Чі-і-Чіа. Альварес і Маргалло також знущалися з дітей для відео Скаллі. Зокрема, на одному відео 18-річна дівчина підвішує немовля догори ногами, піддає тортурам і сексуальному насильству.
2016 року прокурори стверджували, що Скаллі зі спільницями вмовили двох дівчат-підлітків прийти до Скаллі додому, пообіцявши їм їжу. Вважається, що Скаллі напоїв гостей алкоголем і змусив до статевих актів між ними. Прокурор стверджував, що коли жертви намагалися втекти, Скаллі змусив їх копати могили для себе. Через п'ять днів Альварес відпустила їх.

### Темна мережа і «Daisy's Destruction»
Скаллі керував секретним вебсайтом сексуального насильства над дітьми у темній мережі, знаним як «No limits fun» («NLF»). Найбільш разючим проєктом Скаллі є фільм «Daisy's Destruction», який він продав за 10 000 доларів США. На відео зображено як Скаллі та дві філіппінки катують та ґвалтують трьох дівчаток, зокрема 18-місячну дитину. За наполяганням Скаллі одна з його спільниць, на той час 19-річна Лієзіл Маргалло — жертва торгівлі дітьми, застосовувала до дітей найжорстокіше фізичне насильство.
Відео розповсюджувалось приватно за плату за перегляд. Вміст швидко привернув увагу правоохоронних органів та ЗМІ. Нідерландська національна команда з запобігання експлуатації дітей першою почала розслідування з метою встановлення місцеперебування жертв. Згодом розпочали міжнародне полювання на причетних до виробництва відео. Скаллі відстежили в Малайбалаї і заарештували 20 лютого 2015 року. Слідчі мали шість ордерів на його арешт, усі стосувалися викрадення та сексуального насильства двох двоюрідних сестер. Поки вони шукали Скаллі на Філіппінах, слідчі відстежили трьох основних жертв з «Daisy's Destruction». Виявилося, що Ліза (жертва 1) жива, як і Дейзі (жертва 2), у якої були тілесні ушкодження внаслідок жорстокого поводження. За словами Маргалло, Скаллі записав себе на відео з Сінді (жертва 3), на якому він зґвалтував і катував її, а потім змусив її викопати собі могилу, а потім задушив мотузкою.
Серед покупців фільму був один з найбільших постачальників матеріалів з сексуальним насильством над дітьми (CSAM) австралієць Метью Девід Грем, більш знаний в мережі як Люкс. Його заарештували у 22 роки. Він керував серією сайтів з найжорстокішим сексуальним насильством над дітьми. Грем стверджував, що опублікував відео на власному сайті «в ім'я свободи». 2021 року відео «Daisy's Destruction» знайшли в американської зірки реаліті-шоу Джоша Даггара.

## Кримінальні обвинувачення
Скаллі висунули 75 звинувачень, і, як повідомляв німецький телеканал новин n-tv, його звинуватили у сексуальному насильстві над 75 дітьми. Його судили разом зі спільниками, які допомагали у виробництві порнографії, включно з чотирма чоловіками: німцем Крістіаном Рушом, філіппінцями Александром Лао й Алтеа Чіа та бразильцем Анаєлем Каетану де Олівейрою. Маргарет Акулло, тодішній координатор проєктів Управління ООН з наркотиків і злочинності й експертка з розслідування жорстокого поводження з дітьми, описала цей випадок як «жахливий» і найгірший, про який вона коли-небудь чула. Його злочини були визнані настільки тяжкими, що деякі прокурори підтримали відновлення смертної кари як покарання для Скаллі, яку скасували на Філіппінах з 2006 року.
У березні 2015 року в інтерв'ю Тарі Браун на «60 Minutes» Скаллі сказав, що у в'язниці веде щоденник, де розповідає про свої мотиви ґвалтування маленьких дітей.
У жовтні 2015 року пожежа знищила важливі докази. Припускається, що Скаллі міг підкупити місцевого поліцейського. 13 червня 2018 року Скаллі та його дівчину Альварес засудили до довічного ув'язнення. Суддя Хосе Ескобідо також зобов'язав Скаллі й Альвареса виплатити жертвам 5 мільйонів філіппінських песо (майже 87 000 доларів США).
Скаллі та його сестра скаржилися на умови у в'язниці, де тримають Скаллі.
У листопаді 2022 року отримав другий вирок — додаткових 129 років позбавлення волі. Маргалло засудили до 126 років, а двоє спільників, Александра Лао та Марію Доротею Чіа, отримали по 9 років ув'язнення. Загалом проти Скаллі порушили 60 справ.